# Carl Burgos
Carl Burgos (/ˈbɜːrɡoʊs/); nascut Max Finkelstein (/ˈfɪŋkəl); 18 abril 1916 - 1 març 1984) era un dibuixant americà de comic books i artista publicitari conegut sobretot per crear la Human Torch original a Marvel Comics #1 (data de portada octubre 1939), durant el període que historiadors i aficionats anomenen l'Edat Daurada dels còmics.
El 1996 va ser introduït en el Jack Kirby Hall of Fame dels còmics.

## Biografia

### Primers anys de vida
Carl Burgos va néixer com Max Finkelstein a la ciutat de Nova York, fill de pares jueus. Va estudiar a la National Academy of Design de Manhattan, on, a la fi dels anys 60, va recordar: "Vaig deixar-ho al cap d'un any perquè no podia aprendre prou".

### Primers anys de carrera
Burgos va ocupar un treball a la Franklin Engraving Company, que gravava les plaques d'impressió de còmics produïts per Harry "A" Chesler, fundador d'un dels empaquetadors de còmics d'aquella època que va crear còmics sota demanda d'editors que entraven al nou mitjà. Unint-se al mateix estudi de Chesler el 1938, Burgos va fer d'aprenent dibuixant fons i sanefes i entintant el treball dels molts dibuixants a llapis. Els seus primers treballs inclouen el dibuix a llapis i tinta de la història de sis pàgines "The Last Pirate", protagonitzada pel comte Rocco i el seu vaixell l'Emerald Queen, a Star Comics vol 2 #2 (data de portada març de 1939) de Centaur Publications; creant les presentacions "Air-Sub DX", a Amazing Mystery Funnies vol. 2 #4 (abril 1939), i "Rocky Dawson"; i creant l'heroi robot el Iron Skull a Amazing-Man Comics #5 (setembre de 1939), de Centaur.
Burgos i altres, entre ells l'escriptor i artista de Centaur Publications Bill Everett, van seguir després el director d'art de Centaure Lloyd Jacquet fins al propi empaquetador de recent creació de Jacquet, Funnies, Inc.. Com va descriure Everett després, "Lloyd ... tenia la idea que volia iniciar el seu propi servei d'art: iniciar una petita organització per subministrar obres d'art i material editorial a les editorials. ... Em va demanar que l'acompanyés. També va preguntar a Carl Burgos. Així doncs, érem el nucli." Va afegir: "No ho sé explicar, però jo estava treballant de forma autònoma. Aquest va ser l'acord que vam tenir. Els artistes, inclòs jo, a Funnies, van treballar de manera autònoma".
Després d'un intent infructuós de lliurament d'un còmic promocional a les sales de cinema, la primera venda de Funnies, Inc. va ser a l'editor Martin Goodman, igualment nou, Timely Comics, el predecessor de Marvel Comics, que va subministrar el contingut de Marvel Comics #1 (data de portada octubre de 1939). Aquest número de referència va incloure no només Human Torch de l'escriptor-artista Burgos, sinó també l'exitós personatge d'Everett, el Sub-Mariner. Una portada pintada pel veterà artista de ciència-ficció pulp Frank R. Paul va presentar a Human Torch, que va protagonitzar la primera història de cada número.
El personatge de Burgos va resultar un èxit i ràpidament va encapçalar un dels primers títols de còmic d'un sol personatge, The Human Torch (data de portada tardor de 1940, com a número 2), ja que va assumir la numeració del número senzill Red Raven). A continuació, va crear el personatge de superheroi White Streak a Target Comics # 1 (febrer de 1940) de Novelty Press i, amb l'escriptor John Compton, el superheroi Thunderer de Daring Mystery Comics # 7 (abril de 1941) de Timely.
Burgos marxà per la Segona Guerra Mundial el 1942, a partir del Cos Aeri de l'Exèrcit dels Estats Units, per al qual prengué formació d'infanteria i fou enviat a l'estranger com a rifle abans de ser traslladat al Signal Corps i després a una divisió d'enginyeria.

### Atles i la dècada de 1950
Després del seu retorn de la guerra, Burgos va assistir al City College de Nova York per estudiar publicitat, i va dibuixar un nombre reduït d'històries per a Timely, incloent drames de crim antològic a Official True Crime Cases Comics #24 (tardor de 1947), i Complete Mystery #3-4 (desembre de 1948 - febrer de 1949). Un altre treball va incloure dibuixar un relat del Capità Amèrica a Marvel Mystery Comics #92 (juny de 1949), i entintar els companys principals de Timely Mike Sekowsky i Syd Shores, respectivament, almenys una història cadascun protagonitzada per Sun Girl i Blonde Phantom (ambdues a Marvel Mystery Còmics # 89, desembre de 1948). Després de la feina de còmic a temps complet, Burgos es va incorporar a una carrera en publicitat i art comercial mentre feia treballs com freelance freqüentment per a Atlas Comics, la iteració de Marvel dels anys 1950, principalment com a artista de cobertura de tots els gèneres de noies de la jungla als còmics de guerra, tot i que el seu company artista Stan Goldberg, que es va incorporar a la companyia el 1949, va recordar que "Burgos estava la majoria de les vegades que hi vaig estar".

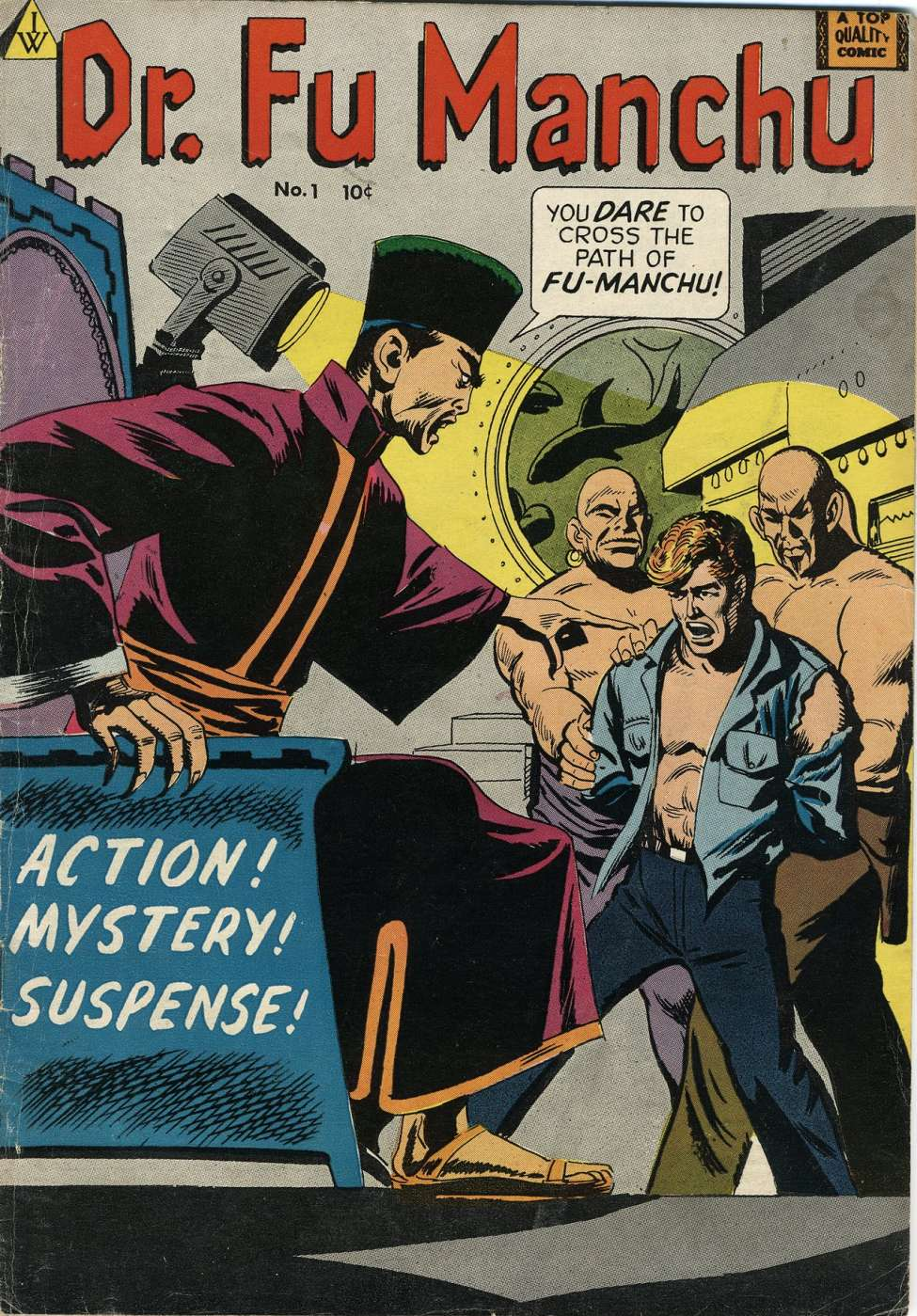
Publicacions d'I.W. de Dr. Fu Manchu # 1 (1958), reimprimint material d'Avon Comics. Portada de Burgos.

El seu treball de còmic més destacat durant aquesta època va sorgir durant l'intent d'Atlas, de mitjans dels anys cinquanta, de reviure el terreny de superherois latents amb els protagonistes puntuals de Human Torch, Sub-Mariner i el Capità Amèrica, amb Burgos dibuixant les històries de Human Torch a Young Men # 25 -28 (febrer - juny de 1954), així com les portades de Young Men # 24-25 (desembre 1953 - febrer 1954) i de la curta durada de rellançament de Human Torch # 36-38 (abril-agost 1954); també va redibuixar almenys la figura de Human Torch a la primera vinyeta de la història de nou pàgines de l'artista Russ Heath "The Retun of The Human Torch" a Young Men # 24. Burgos durant els anys 50 també va contribuir als còmics d'humor de l'Atlas Crazy, Wild i Riot ; el còmic de l'oest protagonitzat per Annie Oakley ; i antologies de ciència-ficció / terror, incloses Astonishing, Jorney Into Unknown Worlds, Strange Stories of Suspense i Strange Tales of the Unusual, entre moltes altres. La seva darrera història d'Atlas acreditada va ser "Dateline - Iwo Jima", de cinc pàgines a Battle # 70 (juny de 1960).
Va fer humor per a Frantic de Pierce Publishing, Loco de Satire Publications i les revistes principals de Cracked durant els anys 1958 i 1959, i també va dissenyar art per a les sèries de MLJ / Archie Comics The Adventures of The Fly i The Double Life of Private Strong. Burgos també va proporcionar il·lustracions per a les revistes pulp de l'editor Marvel Martin Goodman, incloses Marvel Science Stories i Western Magazine, així com portades per a l'editorial de reimpressió I.W. Publications.
A finals dels anys 1950 i principis dels anys 1960, Burgos va treballar per a la Pro-Art Company i posteriorment per a la companyia Belwin, on va dibuixar portades de llibres de partitures, a vegades assistit per Susan Burgos, una de les seves dues filles. També va treballar per a una empresa de targetes de felicitació.

### Edat de plata i posterior
A mitjans dels anys seixanta, durant l'època els aficionats i historiadors van anomenar l'Edat de Plata dels Còmics, Burgos va emprendre una demanda contra Marvel per afirmar la propietat de la Human Toch, el nom i els superpoders dels quals havien estat utilitzats per a Johnny Storm d'Els Quatre fantàstics des de 1961. Poc es va produir aquesta acció judicial. Burgos, no obstant, va contribuir a l'art a la història de Johnny Storm Human Torch a Strange Tales #123 (agost de 1964), així com a tres històries de Giant-Man a Tales to Astonish #62-64 (desembre de 1964 a febrer de 1965). Burgos es va incloure a ell i a l'escriptor i director Stan Lee al panell final de la història de Torch. El company de l'Atlas / Marvel, Stan Goldberg, va observar el 2005: "Carl i Stan no es van tractar realment perquè les seves personalitats van xocar. Quan Atlas es va convertir en Marvel, Carl mai no va tornar a la companyia ni als còmics".
Finalment, Marvel va reviure la Human Torch original de Burgos per a les històries actuals, començant per The Fantastic Four Annual # 4 (novembre de 1966). Aquell mateix any, Burgos va crear un personatge de curta vida anomenat Captain Marvel per a MF Enterprises de Myron Fass com a resultat de que Fawcett Comics hagués perdut la seva marca comercial. Marvel Comics va donar l'ordre ràpidament de cessar-la. El seu darrer art per còmic va ser la portada del capità Marvel # 4 (novembre de 1966).
De 1971 a 1975, Burgos va servir com a director per Eerie Publicacions, la línia en blanc i negre de revistes de còmic de terror de Fass-comic, incloent Horror Tales, Weird, Tales from the Tomb, Tales of Voodoo, Terror Tales i Witches Tales. Durant el 1984 va editar revistes per a Harris Publications. A l'època de la seva mort per càncer de còlon, vivia al comtat de Nassau, Nova York, a Long Island.